# Магручей
Магручей — ручей в России, протекает по территории Красноборского сельского поселения Пудожского района Республики Карелии. Длина ручья — 10 км.

## Общие сведения
Ручей берёт начало из болота без названия и далее течёт преимущественно в юго-западном направлении по частично заболоченной местности.
Ручей в общей сложности имеет девять малых притоков суммарной длиной 30 км.
Устье ручья находится в 4 км по левому берегу Погреки, притока реки Гакугсы.
Населённые пункты на ручье отсутствуют.
Код объекта в государственном водном реестре — 01040100612202000017175.